# IGoodbye
iGoodbye es el episodio final de la serie original de Nickelodeon, iCarly, serie creada por Dan Schneider. Este es un episodio especial de una hora correspondiente a los episodios 108 y 109, de la sexta temporada. El episodio fue estrenado el viernes 23 de noviembre de 2012 a las 8:00 p. m. por Nickelodeon en "Special Night", una noche especial de la serie. Nickelodeon Latinoamérica estrenó "iGoodbye" en el especial "Abrilísimo" el 25 de abril de 2013, y tuvo un especial que se emitió desde el lunes 22 hasta el miércoles 24 y fue llamado "iGoodbye". Nickelodeon (España) estrenó "iGoodbye" el 26 de abril de 2013 y fue llamado "Adiós iCarly". En Canal 5 por Televisa, "iGoodbye" se transmitió el día 30 de septiembre de 2013. Este fue el último episodio de la serie, hasta el regreso de la misma en 2021.

## Reparto
- Miranda Cosgrove como Carly Shay.
- Jennette McCurdy como Sam Puckett.
- Nathan Kress como Freddie Benson.
- Jerry Trainor como Spencer Shay.
- Noah Munck como Gibby Gibson.

### Artistas invitados
- David Chisum como el Coronel Steven Shay.(Papá de Carly y Spencer).
- Mindy Sterling como Francine Briggs.
- Jeremy Rowley como Lewbert.
- Mary Scheer como Marissa Benson.
- Chris Fogleman como Benny.
- Dan Schneider como Meekalito.
- Lisa Lillien como ella misma.
- BooG!e como T-Bo.

## Producción
Dan Schneider estaba discutiendo con los guionistas para saber cómo va a terminar la serie, puesto que está llegando a su fin. Schneider desde el 2007 estaba pensando que entre sus planes incluiría al padre de Spencer y Carly, aunque no es verdad pues Dan Schneider no planeaba de que iba a incluir a su padre ya que iba a hacer la séptima temporada. También puede ser el motivo de que prefiere renovar el contrato de los actores puesto que quiere pasar más tiempo con Miranda Cosgrove. Se han subido muchas fotos de ella con él, a pesar de esto se ve la cara de Miranda con lágrimas y Dan siendo muy posesivo con ella (Por si acaso ven la foto que se han visto la primera vez en el Twitter DanWarp que en realidad está editada con el montaje, solo vea la versión original que se muestra el internet se destaca que en verdad Miranda Cosgrove lloraba como si no aguantara el acoso). Esta foto generó controversia y estuvo atada a una cobertura en los medios de comunicación.[cita requerida]

## Argumento
El último episodio de iCarly es una película para televisión dividida en dos partes. En el final de la serie, Carly se pone triste al descubrir que su padre, el coronel Shay, no podrá regresar porque debe atender sus deberes en la Fuerza Aérea, para ir con ella al baile de padres e hijas de la Fuerza Aérea, un baile al que habían asistido cuando Carly era una pequeña niña. Spencer se ofrece a llevarla al verla muy triste, el mientras está arreglando una motocicleta para el primo de Calceto con la ayuda de Sam, Sam siempre soñó con subirse a una Sterling 1964 porque es la mejor moto del mundo. Cuando la están reparando, Lewbert enfermo de fiebre llega con un paquete para Spencer, el cual al estornudar contagia a Spencer; por lo que no puede acompañar a su hermana al baile. Mientras tanto, Gibby va al centro comercial para hacer una réplica de su cabeza (porque la perdió en Las Vegas) pero se queda atorado en la máquina, así que Benny (el vendedor) le regala la cabeza, pero Gibby al ver que Benny es muy malo con su mascota, se la pide pues Gibby ama a los animales. Freddie acompañando a Gibby, aprovecha para comprar una funda para su nuevo celular, un Sampson Gemini Maxpad que su mamá le compró, y del que todos se burlan por su tamaño gigantesco. Sam llama a Freddie y Gibby para decirles lo que ha pasado con Spencer, Sam termina de arreglar la motocicleta que para su sorpresa Spencer le regala por ser una gran amiga y tener un gran corazón.
Freddie y Gibby se ofrecen a ir con Carly al baile para animarla. Pero Carly, que antes estaba entusiasmada por arreglarse y ponerse bonita para el baile, queda devastada al enterarse y no quiere ir con nadie, llorando de tristeza y amargura porque no irá al último baile de padres e hijas al que ella, por su edad, podría ir. Pero entonces, el Coronel Steven Shay aparece en la puerta de la casa, para felicidad y sorpresa de todos. Carly corre a sus brazos diciéndole cuánto lo ha extrañado todo este tiempo; Steven abraza a su hijo Spencer y saluda a Sam, Freddie y Gibby (a quienes conoce solo por el webshow). Luego, lleva a Carly al baile, tras lo cual los Shay arman una fiesta en el apartamento. Sin embargo en medio de la celebración, el coronel Shay le confiesa a su hija que sólo ha vuelto a casa por esa noche, pues debe partir a su base en Italia inmediatamente. Carly entristece pues esperaba pasar tiempo con su papá, así que el coronel ofrece llevarla a vivir con él, pues allá podrá ser feliz con su padre recuperando el tiempo perdido, y seguir estudiando en la escuela. Pese a que Spencer y todos le aconsejan que se marche con su padre, Carly se siente triste por tener que abandonar para siempre a sus mejores amigos, dejar a su hermano y la vida feliz que hasta ese momento había tenido; pero el coronel Shay le recuerda que hay chicos lindos en Italia, tras lo cual Carly acepta entusiasmada. Así, los chicos hacen el webshow iCarly por última vez, con el coronel Shay como invitado especial, agradeciendo a todos los fanes por el amor y el apoyo que les han dado todos estos años, y prometiendo regresar algún día. Y parece ser que cumplieron su promesa, ya que en el 2021 Icarly regresó, aunque adaptado a los nuevos tiempos y sin Sam y Gibby. Al despedirse, Carly le agradece a Spencer por cuidarla, protegerla y hacerla reír todos estos años, y por enseñarle que ser un adulto no significa que uno tenga que dejar de ser divertido o creativo como él. Unos minutos antes de partir, en el estudio de iCarly, Carly va a despedirse de Freddie (quien estaba sacando todas sus cosas del estudio) y al final le da un inesperado beso. Freddie queda bastante impactado y llega a abrazar a Carly durante el beso, y cuando ambos se separan y salen del estudio, Freddie alza los brazos como diciendo "victoria". Entre lágrimas y lamentos, Carly se despide de todos, y Sam se ofrece a acompañarla hasta la entrada del edificio. En el elevador. Sam le regala a Carly su control remoto como signo de su amistad, para que la alegre en todo momento, ambas se abrazan llorando, diciéndose adiós. Carly toma el avión que la alejará de sus amigos, entonces entra a iCarly.com para ver los vídeos del webshow pasados, al mismo tiempo que los chicos recuerdan todos los momentos felices que pasaron durante los últimos 5 años, creciendo juntos y compartiendo sus experiencias con el público. Luego, la voz de Freddie, con un tono melancólico, concluye el episodio de la misma manera que solía concluir siempre el webshow iCarly, con unas palabras que ahora son mucho más reales que nunca: "Y Estamos... Fuera".

## Recepción
El episodio fue estrenado el 23 de noviembre de 2012 a las 8:00 p. m.. En audiencia, 6.430 En Latinoamérica, el final de iCarly fue el programa más visto en cable durante esa semana (25 de abril de 2013), en México, Colombia, Brasil y Venezuela debutó como el show número 1 en audiencia con más de 8,9 puntos de índice de audiencia.